# Freddie Freeman
Pour les articles homonymes, voir Freeman.
Frederick Charles Freeman (né le 12 septembre 1989 à Fountain Valley, Californie, États-Unis) est un joueur Canado-Américain de baseball. Il évolue dans la Ligue majeure de baseball comme joueur de troisième but et de premier but des Dodgers de Los Angeles. Ben Rice

## Vie personnelle
Né aux États-Unis, Freddie Freeman possède une double citoyenneté, américaine et canadienne. Ses deux parents sont Canadiens : son père Fred est originaire de Windsor en Ontario et sa mère, Rosemary, qui est décédée en 2000 alors que Freddie était âgé de 10 ans, naquit à Toronto et grandit à Peterborough.
Afin d'honorer la mémoire de sa mère, Freddie Freeman joue avec l'équipe du Canada à la Classique mondiale de baseball 2017 .

## Carrière

### Braves d'Atlanta (2010–2021)

#### Draft et ligues mineures
Après des études secondaires à la El Modena High School de Orange (Californie), Freddie Freeman est repêché le 7 juin 2007 par les Braves d'Atlanta au deuxième tour de sélection. Il perçoit un bonus de 409 500 dollars à la signature de son premier contrat professionnel le 10 juin 2007. 
Qualifié comme très bon joueur de premier but défensif pouvant frapper autant pour la moyenne que pour la puissance, Freeman est classé 38e en 2009 sur la liste des 50 meilleurs joueurs d'avenir évoluant en ligues mineures de baseball.

### Saison 2010
Il fait ses débuts en Ligue majeure à l'âge de 20 ans le 1er septembre 2010 pour les Braves. Le 5 septembre, il réussit contre le lanceur Clay Hensley des Marlins de la Floride son premier coup sûr dans le baseball majeur. Il frappe son premier circuit au plus haut niveau le 21 septembre comme frappeur suppléant face à Roy Halladay des Phillies de Philadelphie.
Freeman dispute sa première saison complète dans les majeures en 2011. Au cours du mois de juillet, il mène toutes les recrues des deux ligues pour les coups sûrs (38), la moyenne au bâton (,362) et la moyenne de présence sur les buts (,433), le tout en 27 parties jouées. Il est nommé recrue par excellence de juillet dans la Ligue nationale.

### Saison 2011
En 2011, Freeman est le joueur de premier but des Braves et dispute 157 parties. Il frappe 21 circuits et produit 76 points, tout en maintenant une moyenne au bâton de ,282. 
Chez les Braves, il est le meilleur frappeur de coups sûrs avec 161 et est deuxième pour les doubles avec 32, un de moins que Chipper Jones. Seul Dan Uggla compte davantage de points produits. Il termine deuxième au vote désignant la recrue de l'année de la Ligue nationale, un prix remis à son coéquipier lanceur Craig Kimbrel.

### Saison 2012
Freeman frappe 23 circuits et produit 94 points en 2012 pour aller avec une moyenne au bâton de ,259.

### Saison 2013
En 2013, Freeman est pour la première fois invité au match des étoiles. En 147 matchs joués, il mène les Braves pour la moyenne de présence sur les buts (,396), les coups sûrs (176) et les points produits (109). Il égale son meilleur total de circuits (23) établi l'année précédente et maintient une brillante moyenne au bâton de ,319. À la fin de l'année, il termine 5e au vote désignant le joueur par excellence de la Ligue nationale.

### Saison 2014
Freeman honore sa deuxième sélection au match des étoiles en 2014. Il joue tous les matchs (162) des Braves en 2014 et frappe pour ,288 de moyenne au bâton avec 18 circuits, 78 points produits, un nouveau record personnel de 93 points marqués et 175 coups sûrs, un de moins que son meilleur total réalisé en 2013.

### Saison 2017
Tôt dans la saison 2017, Freeman est déjà un candidat pressenti au titre de joueur par excellence de la Ligue nationale, : après 37 parties jouées, il mène les majeures avec 14 circuits, présente une moyenne au bâton de ,341 ; une moyenne de présence sur les buts de ,461 ; une moyenne de puissance de ,748 et une OPS de 1,209. Mais le 17 mai, il est atteint par un lancer d'Aaron Loup des Blue Jays de Toronto et, souffrant d'une fracture du poignet gauche, est mis à l'écart du jeu pour au moins 10 semaines.

## Statistiques
| Saison | Équipe  | G    | AB   | R   | H    | 2B  | 3B | HR  | RBI | SB | BA   |
| ------ | ------- | ---- | ---- | --- | ---- | --- | -- | --- | --- | -- | ---- |
| 2010   | Atlanta | 20   | 24   | 3   | 4    | 1   | 0  | 1   | 1   | 0  | .167 |
| 2011   | Atlanta | 157  | 571  | 67  | 161  | 32  | 0  | 21  | 76  | 4  | .282 |
| 2012   | Atlanta | 147  | 540  | 91  | 140  | 33  | 2  | 23  | 94  | 2  | .259 |
| 2013   | Atlanta | 147  | 551  | 89  | 176  | 27  | 2  | 23  | 109 | 1  | .319 |
| 2014   | Atlanta | 162  | 607  | 93  | 175  | 43  | 4  | 18  | 78  | 3  | .288 |
| 2015   | Atlanta | 118  | 416  | 62  | 115  | 27  | 0  | 18  | 66  | 3  | .276 |
| 2016   | Atlanta | 158  | 589  | 102 | 178  | 43  | 6  | 34  | 91  | 6  | .302 |
| 2017   | Atlanta | 117  | 440  | 84  | 135  | 35  | 2  | 28  | 71  | 8  | .307 |
| 2018   | Atlanta | 162  | 618  | 94  | 191  | 44  | 4  | 23  | 98  | 10 | .309 |
| Totaux | Totaux  | 1188 | 4356 | 685 | 1275 | 285 | 20 | 189 | 684 | 37 | .293 |

Note : G = Matches joués ; AB = Passages au bâton; R = Points ; H = Coups sûrs ; 2B = Doubles ; 3B = Triples ; 
HR = Coup de circuit ; RBI = Points produits ; SB = Buts volés ; BA = Moyenne au bâton.